# 鬼頭径五
鬼頭 径五（きとう けいご、1961年 - ）は神奈川県横浜市出身の音楽家。

## 略歴
- 1988年、CBS/SONY RECORDSよりアルバム『BLACK BOOTS』でデビュー。
- 1993年12月、バンド「鬼頭径五&HARVEST」を結成。
- 1999年8月、バンド名を「鬼頭径五&THE HARLEM」に改名。
- 2001年4月、バンド解散。以後はソロで活動。

## ディスコグラフィー

### シングル
1. BLACK BOOTS/FROM GASOLINE CITY（1988年5月）

### アルバム
1. BLACK BOOTS（1988年3月）
2. LOW DOWN GAMBLER（1988年9月）
3. SOLO SOLO（1990年7月）
4. アネモネ（1992年11月）